# 100 mètres féminin aux championnats du monde d'athlétisme 2013
Navigation
Daegu 2011 Pékin 2015
L'épreuve du 100 mètres féminin des Championnats du monde de 2013 a lieu du 10 et 12 août 2013 dans le Stade Loujniki, le stade olympique de Moscou, en Russie. Elle est remportée par la Jamaïcaine Shelly-Ann Fraser-Pryce.

## Records et performances

### Records
Les records du 100 m femmes (mondial, des championnats et par continent) étaient avant les championnats 2013 les suivants.
| Record du monde           | Florence Griffith Joyner | États-Unis | 10 s 49 | Indianapolis, États-Unis | 16 juillet 1988 |
| Record des championnats   | Marion Jones             | États-Unis | 10 s 70 | Séville, Espagne         | 22 août 1999    |
| Record d'Afrique          | Blessing Okagbare        | Nigeria    | 10 s 79 | Londres, Grande-Bretagne | 27 juillet 2013 |
| Record d'Asie             | Li Xuemei                | Chine      | 10 s 79 | Shanghai, Chine          | 18 octobre 1997 |
| Record d'Amérique du Nord | Florence Griffith Joyner | États-Unis | 10 s 49 | Indianapolis, États-Unis | 16 juillet 1988 |
| Record d'Amérique du Sud  | Ana Claudia Silva        | Brésil     | 11 s 05 | Belém, Brésil            | 12 mai 2013     |
| Record d'Europe           | Christine Arron          | France     | 10 s 73 | Budapest, Hongrie        | 19 août 1998    |
| Record d'Océanie          | Melinda Gainsford-Taylor | Australie  | 11 s 12 | Sestriere, Italie        | 31 juillet 1994 |

### Meilleures performances de l'année 2013
Les dix  athlètes les plus rapides de l'année sont, avant les championnats, les suivantes. 
| 1 | Shelly-Ann Fraser-Pryce | Jamaïque          | 10 s 77 | Londres                           | 27 juillet 2013 |
| 2 | Blessing Okagbare       | Nigeria           | 10 s 79 | Londres                           | 27 juillet 2013 |
| 3 | Kelly-Ann Baptiste      | Trinité-et-Tobago | 10 s 83 | Port-d'Espagne, Trinité-et-Tobago | 22 juin 2013    |
| 4 | English Gardner         | États-Unis        | 10 s 85 | Des Moines                        | 21 juin 2013    |
| 4 | Barbara Pierre          | États-Unis        | 10 s 85 | Des Moines                        | 21 juin 2013    |
| 6 | Octavious Freeman       | États-Unis        | 10 s 87 | Des Moines                        | 21 juin 2013    |
| 7 | Alexandria Anderson     | États-Unis        | 10 s 91 | Des Moines                        | 21 juin 2013    |
| 7 | Murielle Ahoure         | Côte d'Ivoire     | 10 s 91 | Sotteville-lès-Rouen              | 8 juillet 2013  |
| 9 | Jeneba Tarmoh           | États-Unis        | 10 s 93 | Des Moines                        | 21 juin 2013    |
| 9 | Carmelita Jeter         | États-Unis        | 10 s 93 | Londres                           | 27 juillet 2013 |

## Critères de qualification
Pour se qualifier pour les Championnats (minima A), il fallait avoir réalisé moins de 11 s 28 entre le 1er octobre 2012 et le 29 juillet 2013. Le minima B est de 11 S 36.

## Résultats

### Finale
| Rang               | Athlète                 | Temps        |
| ------------------ | ----------------------- | ------------ |
| Médaille d'or      | Shelly-Ann Fraser-Pryce | 10 s 71 (WL) |
| Médaille d'argent  | Murielle Ahouré         | 10 s 93      |
| Médaille de bronze | Carmelita Jeter         | 10 s 94      |
| 4                  | English Gardner         | 10 s 97      |
| 5                  | Kerron Stewart          | 10 s 97      |
| 6                  | Blessing Okagbare       | 11 s 04      |
| 7                  | Alexandria Anderson     | 11 s 10      |
| 8                  | Octavious Freeman       | 11 s 16      |

### Demi-finales
Les 2 premiers de chaque course (Q) plus les 2 meilleurs temps (q) se qualifient pour les demi-finales.
| Rang | Athlète            | Temps     |
| ---- | ------------------ | --------- |
| 1    | Blessing Okagbare  | 11 s 08 Q |
| 2    | Octavious Freeman  | 11 s 08 Q |
| 3    | Verena Sailer      | 11 s 16   |
| 4    | Schillonie Calvert | 11 s 28   |
| 5    | Michelle-Lee Ahye  | 11 s 33   |
| 6    | Franciela Krasucki | 11 s 34   |
| 7    | Asha Philip        | 11 s 35   |
| 8    | Olesya Povkh       | 11 s 43   |

| Rang | Athlète            | Temps     |
| ---- | ------------------ | --------- |
| 1    | Carmelita Jeter    | 10 s 95 Q |
| 2    | Murielle Ahouré    | 10 s 95 Q |
| 3    | English Gardner    | 11 s 00 q |
| 4    | Ana Claudia Silva  | 11 s 25   |
| 5    | Natalia Pohrebniak | 11 s 36   |
| 6    | Sheri-Ann Brooks   | 11 s 40   |
| 7    | Ezinne Okparaebo   | 11 s 41   |
| 8    | Mariely Sanchez    | 11 s 41   |

| Rang | Athlète                   | Temps     |
| ---- | ------------------------- | --------- |
| 1    | Shelly-Ann Fraser-Pryce   | 10 s 87 Q |
| 2    | Kerron Stewart            | 10 s 97 Q |
| 3    | Alexandria Anderson       | 11 s 01 q |
| 4    | Ivet Lalova               | 11 s 10   |
| 5    | Myriam Soumaré            | 11 s 31   |
| 6    | Sheniqua Ferguson         | 11 s 35   |
| 7    | Gloria Asumnu             | 11 s 44   |
| 8    | Tatjana Pinto Lofamakanda | 11 s 54   |

### Séries
Les 3 premiers de chaque course (Q) plus les 6 meilleurs temps (q) se qualifient pour les demi-finales.
| Rang | Athlète           | Temps          |
| ---- | ----------------- | -------------- |
| 1    | Verena Sailer     | 11 s 11 Q      |
| 2    | Octavious Freeman | 11 s 16 Q      |
| 3    | Ezinne Okparaebo  | 11 s 23 Q (SB) |
| 4    | Mariely Sanchez   | 11 s 41 q      |
| 5    | Olesya Povkh      | 11 s 41 q      |
| 6    | Katerina Cechova  | 11 s 67        |
| 7    | Yvonne Nalishuwa  | 12 s 47        |
| 8    | Pauline Kwalea    | 13 s 53 (SB)   |

| Rang | Athlète                   | Temps        |
| ---- | ------------------------- | ------------ |
| 1    | Kerron Stewart            | 11 s 02 Q    |
| 2    | Alexandria Anderson       | 11 s 13 Q    |
| 3    | Asha Philip               | 11 s 29 Q    |
| 4    | Tatjana Pinto Lofamakanda | 11 s 39 q    |
| 5    | Lina Grincikaité          | 11 s 48      |
| 6    | Tahesia Harrigan-Scott    | 11 s 62      |
| 7    | Lovelite Detenamo         | 12 s 35 (SB) |
| 8    | Hereiti Bernardino        | 12 s 84 (PB) |

| Rang | Athlète          | Temps        |
| ---- | ---------------- | ------------ |
| 1    | English Gardner  | 10 s 94 Q    |
| 2    | Ivet Lalova      | 11 s 18 Q    |
| 3    | Sheri-Ann Brooks | 11 s 32 Q    |
| 4    | Myriam Soumaré   | 11 s 34 q    |
| 5    | Melissa Breen    | 11 s 47      |
| 6    | Caché Armbrister | 11 s 55      |
| 7    | Martina Pretelli | 12 s 73      |
| 8    | Kabotaake Romeri | 13 s 39 (PB) |

| Rang | Athlète                 | Temps          |
| ---- | ----------------------- | -------------- |
| 1    | Shelly-Ann Fraser-Pryce | 11 s 15 Q      |
| 2    | Franciela Krasucki      | 11 s 17 Q      |
| 3    | Gloria Asumnu           | 11 s 27 Q (SB) |
| 4    | Natalia Pohrebniak      | 11 s 27 q      |
| 5    | Michelle-Lee Ahye       | 11 s 37 q      |
| 6    | Toea Wisil              | 11 s 61        |
| 7    | Yee Pui Fong            | 12 s 15        |

| Rang | Athlète               | Temps     |
| ---- | --------------------- | --------- |
| 1    | Blessing Okagbare     | 11 s 03 Q |
| 2    | Ana Claudia Silva     | 11 s 08 Q |
| 3    | Schillonie Calvert    | 11 s 20 Q |
| 4    | Stella Akakpo         | 11 s 43   |
| 5    | Hanna-Maari Latvala   | 11 s 45   |
| 6    | Katsiaryna Hanchar    | 11 s 65   |
| 7    | Vladislava Ovcharenko | 12 s 37   |

| Rang | Athlète           | Temps        |
| ---- | ----------------- | ------------ |
| 1    | Murielle Ahouré   | 11 s 22 Q    |
| 2    | Carmelita Jeter   | 11 s 24 Q    |
| 3    | Sheniqua Ferguson | 11 s 33 Q    |
| 4    | Ángela Tenorio    | 11 s 53      |
| 5    | Stephanie Kalu    | 11 s 67      |
| 6    | Patricia Taea     | 12 s 39      |
| 7    | Rubie Joy Gabriel | 13 s 25 (PB) |
| 8    | Ruddy Zang Milama | DNS          |

## Détail de la finale par intervalle de course
Source : 
| Athlète | Réaction | 20 m | 40 m | 60 m | 80 m | 100 m |
| ------- | -------- | ---- | ---- | ---- | ---- | ----- |
|         |          |      |      |      |      |       |
|         |          |      |      |      |      |       |
|         |          |      |      |      |      |       |
|         |          |      |      |      |      |       |
|         |          |      |      |      |      |       |
|         |          |      |      |      |      |       |
|         |          |      |      |      |      |       |
|         |          |      |      |      |      |       |

## Légende
Records et Performances
- AR : Record continental (area record)
- CR : Record des championnats (championship record)
- MR : Record du meeting (meet record)
- NR : Record national (national record)
- OR : Record olympique (olympic record)
- PR : Record paralympique (paralympic record)
- PB : Record personnel (personal best)
- SB : Meilleure performance personnelle de la saison (season's best)
- WL : Meilleure performance mondiale de l'année (world leader)
- WJR : Record du monde junior (world junior record)
- WR : Record du monde (world record)

Circonstances et Conditions
- DNF : N'a pas terminé (did not finish)
- DNS : N'a pas pris le départ (did not start)
- DQ : Disqualification (disqualification)
- NM : Aucun essai valable enregistré (No Mark)
- Q : Qualifié « directement » au prochain tour (ou à la prochaine compétition), lors d'une compétition majeure, grâce au classement ou à la réalisation des minima (automatic qualifier)
- q : Qualifié au prochain tour (ou à la prochaine compétition), lors d'une compétition majeure, grâce au repêchage ou à la réalisation de l'une des meilleures performances parmi celles des « non qualifiés directement » (grâce au meilleur temps ou à la meilleure distance par exemple) (secondary qualifier)